# Gone to the Moon
Gone to the Moon è un album del gruppo britannico pop rock / new wave dei Kajagoogoo, registrato, tra 2007 e 2008, dal solo trio dei Kaja. Il lavoro è disponibile in formato MP3 sul sito web ufficiale della band, da maggio del 2008 a febbraio del 2009, dopo di che uscirà anche in formato compact disc, per l'etichetta Spectra Records. Il disco si configura come la normale continuazione dell'amatissimo Islands, del 1984 - giù realizzato senza il frontman Limahl.

## La storia
Il trio Kaja è formato dal bassista e cantante Nick Beggs, dal chitarrista Steve Askew e dal tastierista Stuart Croxford Neale. L'album è stato registrato prima che rientrassero nella band gli altri due membri del quintetto originario: il cantante Limahl e il batterista Jez Strode, che permisero la riunione dei Kajagoogoo all'inizio del 2008, a 25 anni esatti di distanza dalla pubblicazione dell'unico 33 giri realizzato insieme, White Feathers, del 1983; da cui fu estratto, tra gli altri, il singolo Numero 1 britannico e internazionale Too Shy, diventato un classico per eccellenza degli anni ottanta. Successivamente all'uscita dal gruppo di Strode, nel 1984, la band iniziò a utilizzare la batteria elettronica nelle registrazioni di studio e musicisti turnisti per i concerti dal vivo. Dopo una tormentata serie di cambi di formazione, i 5 Kajagoogoo originari si sono ritrovati una prima volta nel 2003, in un concerto dal vivo, poi trasmesso dall'emittente televisiva statunitense VH1 nel 2004, per la famosa serie Bands Reunited, che ha rimesso insieme diversi gruppi dell'epoca, ormai scioltisi da anni. Dopo un precedente tentativo fallito nel 1998, la band britannica si è finalmente riunita definitivamente per una session fotografica congiunta, a febbraio e, ufficialmente, per firmare il nuovo contratto, nel mese di aprile del 2008.
Prima di questo atteso evento (le richieste in favore del quale non sono mai venute meno, nel corso degli anni, sia dai fans che dalla critica), il periodo post-VH1 ha visto una prima riunione dei 3 membri che nel 1985 formavano i Kaja dell'ultimo album di studio Crazy Peoples Right to Speak e del singolo Shouldn't Do That, appunto Beggs, Askew e Neale. Nel 2007, in formazione ridotta, ma col nome completo di Kajagoogoo, il trio, ha partecipato con grande successo al Retrofest, festival da loro stessi aperto, realizzando sùbito Tears, brano orecchiabile, già inserito in una compilation anni ottanta e presente anche nel nuovo album (ancora inedito su CD, ma già disponibile per il download gratuito sul sito ufficiale dei Kajagoogoo), assieme a un nuovo singolo, Rocket Boy, fortemente orientato verso sonorità rock, accompagnato da un videoclip esilarante, girato dal solo Nick con una Webcam, davanti al computer, che lo riprende mentre canta la canzone in una spazzola per capelli improvvisata microfono! Il pezzo ha ricevuto il plauso della critica, che, parimenti ai fans, ha sempre apprezzato la musica originale dei Kajagoogoo (all'epoca ingiustamente accusati di essere un gruppo-satellite dei Duran Duran, per tutta una serie di motivi che non sono però mai andati oltre il paragone formale: la produzione di Nick Rhodes, il look, il titolo originario di Too Shy - dapprima intitolata Shy Shy, che, secondo molti, avrebbe richiamato il nome della band di Birmingham - e così via).

## Il disco
Il batterista utilizzato per il recente ultimo album è Jonathan Atkinson (che suona anche nella band di Kim Wilde e comparirà presto nella Electronic Band di Howard Jones), sebbene non suoni in tutte e 12 le tracce. L'album contiene anche un paio di strumentali, una tradizione costante in tutti i lavori dei Kajagoogoo, e vede Beggs cimentarsi anche al chapman stick (strumento con cui ha realizzato un intero album solista), nel brano Springs Eternal Dance, e alle tastiere, strumento per lui meno usuale, mentre l'unica musicista esterna è la flautista Anna Conti, che suona sul brano The Last Day. Sul "lato A" dell'unico singolo finora estratto, Rocket Boy, Nick e Steve sperimentano un interessante scambio di ruoli, per quanto riguarda i rispettivi strumenti di base: oltre alle voci e di nuovo le tastiere, Beggs suona infatti la chitarra, mentre Askew si occupa delle linee di basso. Tra le altre particolarità, si segnala il pianoforte suonato da Stuart Neale su Moon in Motion: su questo e tutti gli altri brani (tranne Springs Eternal Dance, eseguito solo da Nick col chapman stick, e Excerpt from the Falling Man, pezzo interamente realizzato da Steve) Neale suona invece le tastiere e si occupa della programmazione.
Mentre i credits completi sono, da pochi giorni, consultabili sul forum, i titoli dei 12 brani sono comparsi, molto tempo prima della possibilità di scaricare gratuitamente il nuovo lavoro, nella pagina ufficiale dedicata all'album, sul sito del ritrovato gruppo, sotto la bella immagine di copertina, interamente e visibilmente realizzata al computer, che ritrae due bambini dalle fattezze vagamente aliene, con caschi per respirare, intenti a giocare con dei fucili spruzza-acqua, semi-nascosti nell'erba alta e verde di un prato, sotto un disco volante viola, sospeso in un cielo notturno sereno e stellato.
Il fatto che il compact disc, di fatto pronto per essere immesso sul mercato, sia stato bloccato poco prima dell'uscita, a causa dell'inaspettata rapida riunione del quintetto originario, la dice lunga sullo stato di salute di quest'ultimo, grazie soprattutto al nuovo manager, Bradley Snelling (organizzatore, tra l'altro, del Retrofest), che ha preferito così evitare la circolazione di false voci su presunte spaccature interne al gruppo, mentre, a quanto pare, i vecchi dissapori che, per anni, hanno opposto i tre Kaja, da una parte, a Limahl e Jez, dall'altra, fanno ormai parte del passato. Una curiosità riguarda il fatto che, nonostante l'album sia di fatto scaricabile gratuitamente fino a febbraio del 2009, allo stesso tempo, il disco viene venduto da iTunes.

## La promozione
Mentre i cinque ragazzi, ormai più che cresciuti, dopo 25 anni, stanno lavorando alla registrazione di un nuovo album di studio tutti insieme, ha intanto avuto luogo il primo concerto live, che non si è tenuto però a Bratislava, nella Repubblica Slovacca, il 23 maggio del 2008, come programmato in precedenza, a causa della cancellazione dell'intero evento, un nutrito festival pop, all'interno del quale dovevano esibirsi i 5 Kajagoogoo, assieme ad altri illustri colleghi degli anni ottanta, tra cui i citati Kim Wilde e Howard Jones.
Così, la data del nuovo debutto dal vivo è diventata quella che doveva essere invece la seconda: il 14 giugno, all'Esbjerg Rock Festival, in Danimarca, seguìta dalla successiva data live, confermata per il 30 agosto, di nuovo al Retrofest, in Scozia, stavolta in formazione completa. Ovviamente, oltre i successi storici del gruppo e, forse, qualche pezzo inedito, la scaletta dei concerti consiste anche nella presentazione di alcune delle 12 nuove canzoni già composte dal trio dei Kaja (i pezzi forti sono ovviamente rappresentati dalle due inserite sull'unico singolo finora tratto dall'album, Rocket Boy e Tears), eseguite dal vivo da tutti e cinque i membri dei Kajagoogoo, fatto che non può che corroborare la ritrovata armonia del quintetto.
Sul sito ufficiale dei Kajagoogoo è possibile leggere un resoconto dell'atteso debutto danese, redatto dal bassista e seconda voce Nick Beggs, accompagnato da alcune foto dell'evento. Sullo YouTube Channel ufficiale dei Kajagoogoo, è possibile vedere anche tre video relativi alla performance live all'Esbjerg Rock Festival: Too Shy, Only for Love e Never Ending Story. La scelta di questi tre brani non fa altro che confermare il definitivo amalgamarsi dei vari repertori, finora tenuti rigorosamente distinti, quello dei Kajagoogoo e quello di Limahl.
Infine, il gruppo ha reso nota l'aggiunta di 2 ulteriori date britanniche, entrambe allo Stables Theatre di Wavendon, vicino alla nota località Milton Keynes, in Inghilterra, il 10 e l'11 dicembre del 2008. La band verrà supportata dallo Swing Show anni ottanta di Limahl, con l'ausilio di un'orchestra di 12 elementi, diretta da Rob James.

## Tracce
Testi e musica: Nick Beggs/Stuart Neale/Steve Askew. Registrato prima del rientro di Limahl e Jez Strode nella band.
1. Gone to the Moon - 5:32
2. Smile - 4:00
3. Tracy - 5:19
4. Moon in Motion - 1:45 [strumentale]
5. First Girl on Mars - 4:39
6. Tears - 4:11
7. The Last Day - 5:31
8. Excerpts from the Falling Man - 1:23 [strumentale]
9. Table for One - 4:35
10. Nighingales - 4:16
11. Spring's Eternal Dance - 1:33 [strumentale]
12. Rocket Boy - 4:20

## Singoli estratti dall'album
- Rocket Boy / Tears (2007 - singolo Internet)

## Videoclip promozionali
- Rocket Boy (2007 - video interpretato soltanto da Nick Beggs)

## Credits

### Gone to the Moon
- Nick Beggs - voce, basso, tamburello, programmazione
- Steve Askew - chitarra acustica, chitarra elettrica, programmazione
- Stuart Croxford Neale - tastiere, programmazione

### Smile
- Steve: chitarre, programmazione
- Nick: voce, basso, programmazione
- Stuart: tastiere, programmazione

### Tracy
- Steve: chitarre, programmazione batteria elettronica
- Nick: voce, basso, programmazione
- Stuart: tastiere, programmazione
- Jonathan Atkinson: batteria

### Moon in Motion
- Steve: programmazione
- Stuart: piano, tastiere, programmazione

### First Girl on Mars
- Steve: chitarre, programmazione batteria elettronica
- Nick: voce, basso, programmazione, telefono
- Stuart: tastiere, programmazione
- Jonathan Atkinson: batteria

### Tears
- Steve: chitarre, programmazione
- Nick: voce, basso, chitarre, tastiere, programmazione
- Stuart: tastiere, programmazione

### The Last Day
- Steve: chitarre, programmazione
- Nick: voce, basso, chitarre, programmazione
- Stuart: tastiere, programmazione
- Jonathan Atkinson: batteria
- Anna Conti: flauto

### Excerpt from the Falling Man
- Steve: chitarra acustica, chitarra elettrica, programmazione

### Table for One
- Steve: chitarre
- Nick: voce, basso, programmazione
- Stuart: tastiere, programmazione

### Nightingales
- Steve: chitarra acustica, chitarra elettrica, basso, programmazione
- Nick: voce, fischi
- Stuart: tastiere, programmazione

### Springs Eternal Dance
- Nick: chapman stick

### Rocket Boy
- Steve: chitarre, basso, programmazione batteria elettronica
- Nick: voce, chitarre, tastiere, programmazione
- Stuart: tastiere, programmazione

## Produzione e staff
- Mark Downie: produzione, missaggio, masterizzazione album
- Kajagoogoo: produzione e missaggio title track Gone to the Moon e singolo Rocket Boy / Tears
- Ettienne, Andreas Horvath, Atoman: artwork album